# Totschāl
Der Totschāl oder auch Tochāl ([toʧɔːl]) (persisch توچال) bezeichnet einen 3964 m hohen Berg, sowie das dazugehörige Wintersportgebiet, im Elburs-Gebirge im nördlichen Iran.

## Lage und Umgebung
Der Totschāl erhebt sich  unmittelbar nördlich der Hauptstadt Teheran. Seit 1977 verbindet eine 12 km lange Gondelbahn die Stadt mit dem oberen Teil des Berges, der als Wintersportgebiet bekannt ist. In 3545 m Höhe befindet sich ein Hotel. Auf dem Gipfel steht ein Aluminiumiglu als Wetterschutz. Der Berg liegt im zentralen Elburs-Gebirge, westlich des Damawand, des höchsten Gipfels Irans.